# جيمس أندرسون (ممثل)
جيمس أندرسون (بالإنجليزية: Bob Anderson)‏ هو مصمم رقص ومبارز بالسيف وممثل بريطاني، ولد في 15 سبتمبر 1922 في المملكة المتحدة، وتوفي بنفس المكان في 2012.

## أعمال

### أفلام
- (1980)  الإمبراطورية تعيد الضربات[5][6][7]

## وصلات خارجية
- جيمس أندرسون على موقع أوليمبيديا (الإنجليزية)
- جيمس أندرسون على موقع اللجنة الأولمبية البريطانية (الإنجليزية)

- جيمس أندرسون على موقع IMDb (الإنجليزية)
- جيمس أندرسون على موقع ألو سيني (الفرنسية)
- جيمس أندرسون على موقع أول موفي (الإنجليزية)
- جيمس أندرسون على موقع قاعدة بيانات الأفلام السويدية (السويدية)
- جيمس أندرسون على موقع قاعدة بيانات الفيلم (الإنجليزية)
- جيمس أندرسون على موقع كينوبويسك (الروسية)